# Chiến tranh Liên Xô–Afghanistan
Chiến tranh Liên Xô tại Afghanistan, hay còn được gọi là Xung đột Afghanistan - Liên Xô và Chiến tranh Afghanistan là cuộc xung đột kéo dài 10 năm giữa các lực lượng quân sự Mujahideen chiến đấu nhằm lật đổ chính quyền Cộng hòa Dân chủ Afghanistan của Đảng Dân chủ Nhân dân Afghanistan (PDPA) theo chủ nghĩa cộng sản  chống lại lực lượng Mujahideen được sự hỗ trợ của Hồng quân Liên Xô. Liên bang Xô viết ủng hộ chính phủ trong khi phe đối lập (Mujahideen) nhận được sự ủng hộ từ nhiều phía gồm Hoa Kỳ, Pakistan và các quốc gia Hồi giáo khác trong bối cảnh cuộc Chiến tranh Lạnh. Cuộc xung đột xảy ra đồng thời với Cách mạng Iran năm 1979 và Chiến tranh Iran-Iraq, ảnh hưởng tới sự trỗi dậy của lực lượng Mujahideen tại Trung Á.
Tập đoàn quân số 40 Liên Xô bắt đầu triển khai tại Afghanistan ngày 25 tháng 12 năm 1979. Vào giữa thập niên 1980 quân số quân đội Liên Xô tăng lên tới 108.800 lính và chiến tranh lan ra khắp lãnh thổ Afghanistan. Vào giữa năm 1987, Liên Xô dưới sự lãnh đạo của Mikhail Gorbachev tuyên bố là sẽ rút quân. Việc rút quân bắt đầu ngày 15 tháng 5 năm 1988, và chấm dứt hoàn toàn ngày 15 tháng 2 năm 1989.
Chỉ riêng thường dân, ước tính từ 850.000 đến 1,5 triệu người đã bị chết trong cuộc chiến và hàng triệu người Afghanistan đã chạy ra khỏi nước tị nạn, hầu hết tới Pakistan và Iran.
Cuộc chiến tranh được xem như là một phần của cuộc chiến tranh lạnh. Vì đó là một cuộc chiến tranh dai dẳng nên nó thỉnh thoảng được ví như là cuộc "chiến tranh Việt Nam của Liên Xô" hay "cái bẫy gấu" bởi báo chí Phương Tây vì họ cho rằng Hoa Kỳ có thể đã tạo điều kiện để Liên Xô can thiệp sâu vào cuộc chiến này và kết quả là nước này bị "sa lầy" tại Afghanistan trong suốt 10 năm.  Cuộc chiến này đã có những tác động rất lớn đối với Liên bang Xô viết và thường được nhắc đến như là một trong những nguyên nhân chính dẫn đến sự sụp đổ của Liên Xô vào năm 1991.

## Bối cảnh
Vùng ngày nay được gọi là Afghanistan từng là một quốc gia đa số là người Hồi giáo từ năm 882. Những vùng núi non và sa mạc hầu như không thể vượt qua đã để lại ảnh hưởng trong sự đa dạng sắc tộc và ngôn ngữ tại nước này. Người Pashtun là nhóm sắc tộc lớn nhất, cùng với người Tajik, người Hazara, người Aimak, người Uzbek, người Turkmen và và các nhóm chủng tộc nhỏ khác.

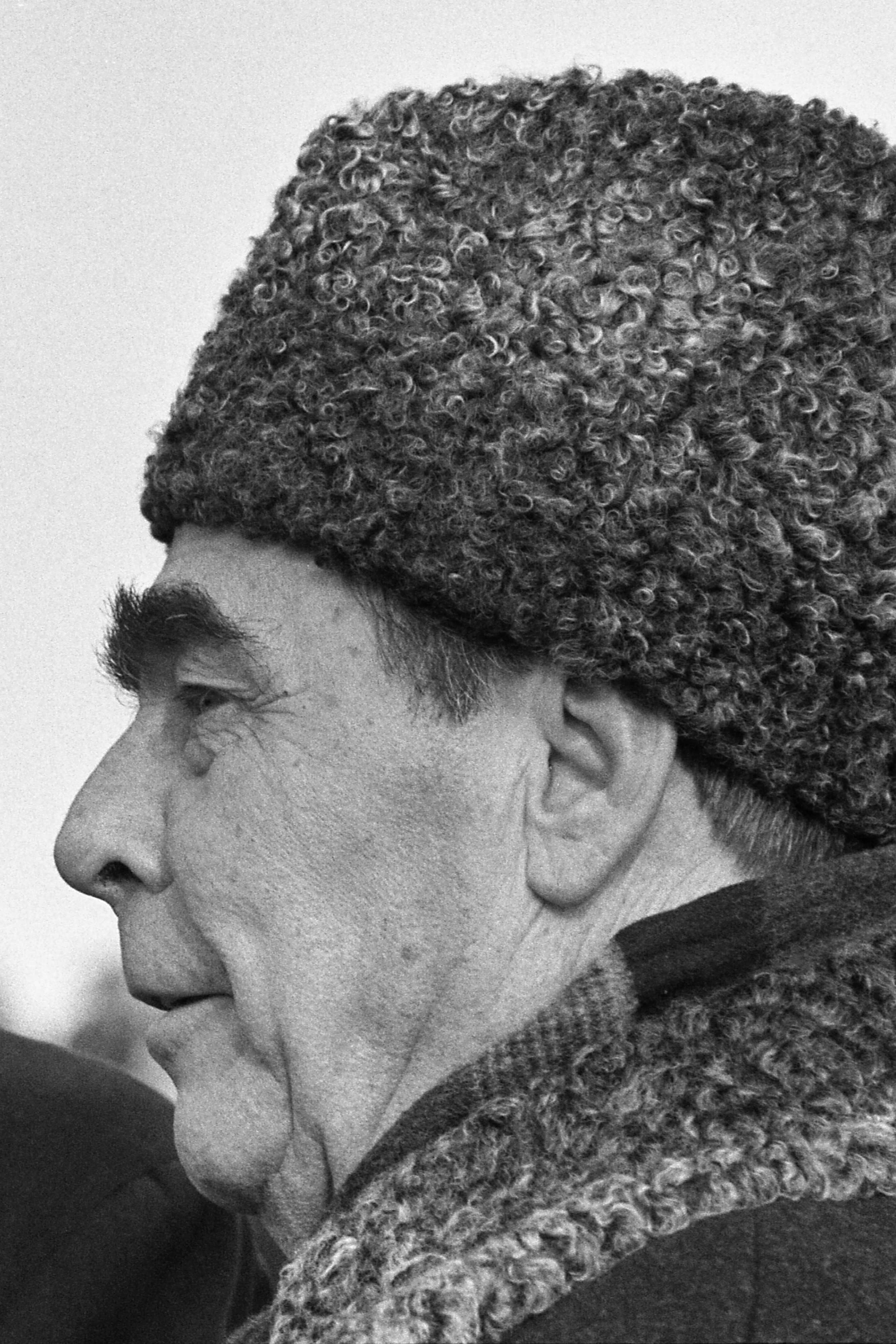
Leonid Brezhnev, tổng bí thư Liên Xô từ 1964-1984, người đã quyết định can thiệp quân sự vào Afghanistan

Sự can thiệp quân sự Nga tại Afghanistan có một lịch sử lâu dài, từ thời những cuộc bành trướng dưới chế độ Nga hoàng trong cái gọi là "Great Game" bắt đầu trong thế kỷ XIX, như Vụ xô xát Panjdeh. Sự dính líu quyền lợi này vào khu vực tiếp tục kéo dài suốt thời kỳ Xô viết.
Tháng 2 năm 1979, cuộc Cách mạng Hồi giáo đã lật đổ chính quyền Shah được Hoa Kỳ hỗ trợ tại Iran, nước láng giềng của Afghanistan. Tại Liên bang Xô viết, nước láng giềng phía bắc của Afghanistan, hơn hai mươi phần trăm dân số là người Hồi giáo. Nhiều người Hồi giáo Xô viết tại Trung Á có quan hệ bộ tộc cả tại Iran và Afghanistan. Liên bang Xô viết cũng đã lo lắng trước thực tế từ tháng 2 Hoa Kỳ đã triển khai hai mươi tàu chiến, gồm cả hai tàu sân bay, và những mối đe dọa chiến tranh giữa Hoa Kỳ và Iran.
Tháng 3 năm 1979 cũng là thời điểm hiệp ước hòa bình giữa Israel và Ai Cập do Mỹ hậu thuẫn được ký kết. Giới lãnh đạo Liên bang Xô viết coi hiệp ước hòa bình giữa Israel và Ai Cập là một bước lớn trong sự phát triển quyền lực Hoa Kỳ trong vùng. Trên thực tế, báo chí Liên Xô đã bình luận rằng Israel và Ai Cập khi ấy đã trở thành "những tên sen đầm của Lầu năm góc". Người Liên Xô coi hiệp ước đó không chỉ là sự chấm dứt các hành động thù địch giữa hai nước mà còn là thỏa thuận thành lập một liên minh quân sự. Ngoài ra, người Liên Xô khám phá việc hơn năm nghìn quả tên lửa Hoa Kỳ đã được bán cho Ả Rập Xê Út và nước này cũng đang hỗ trợ cho lực lượng kháng chiến Yemen trong cuộc chiến đấu chống lại các nhóm cộng sản. Cộng hòa Nhân dân Trung Hoa, hợp tác cùng CIA, đã bán các Type 69 RPG cho lực lượng Mujahideen. Tương tự, những mối quan hệ vốn tốt đẹp trước kia của Liên bang Xô viết với Iraq cũng bắt đầu giảm sút. Tháng 6 năm 1978 Iraq bắt đầu mua các vũ khí do Pháp và Ý chế tạo trước sự phản đối của Liên Xô. Tuy nhiên, sự hỗ trợ của phương Tây cho các lực lượng phiến loạn chống Liên Xô bị tranh cãi. Một số đảng coi đây là hành động nhằm hạn chế ảnh hưởng của Liên Xô.

## Cách mạng Saur
Vua Mohammad Zahir Shah lên ngôi và cai trị từ 1933 tới 1973. Anh/em họ của Zahir, Mohammad Daoud Khan, làm Thủ tướng từ 1953 tới 1963. Đảng PDPA Mác xít hình thành và phát triển mạnh mẽ trong thời gian đó. Năm 1967, PDPA chia thành hai phe, phe Khalq (Masses) do Nur Muhammad Taraki và Hafizullah Amin lãnh đạo, còn phe Parcham (Banner) do Babrak Karmal cầm đầu.
Cựu thủ tướng Daoud nắm quyền lực sau một cuộc đảo chính quân sự hầu như không đổ máu ngày 17 tháng 7 năm 1973 vì tình trạng tham nhũng và đình trệ kinh tế. Daoud chấm dứt chế độ quân chủ nhưng những nỗ lực của ông nhằm cải cách kinh tế xã hội không mang lại thành công. Sự chống đối ngày càng gia tăng từ phía hai phe PDPA bắt nguồn từ sự đàn áp dành cho họ của chính phủ Daoud. Với mục tiêu lật đổ chế độ Daoud, hai phe PDPA tái hợp nhất.
Ngày 27 tháng 4 năm 1978, PDPA lật đổ chính quyền và giết Daoud cùng các thành viên gia đình ông. Nur Muhammad Taraki, Tổng thư ký PDPA, trở thành Tổng thống của Hội đồng Cách mạng và Thủ tướng của nhà nước Cộng hòa Dân chủ Afghanistan mới thành lập.

## Cộng hòa Dân chủ Afghanistan

### Các phe phái bên trong PDPA
Sau cuộc cách mạng, Taraki nắm chức Tổng thống, Thủ tướng và Tổng thư ký PDPA. Thực tế, chính phủ bị chia rẽ theo các phe phái trong đảng, với Tổng thống Taraki và Phó thủ tướng Hafizullah Amin thuộc phái Khalq chống lại các lãnh đạo Parcham như Babrak Karmal và Mohammad Najibullah. Những sự xung đột dẫn tới các hành động trục xuất, thanh trừng và hành quyết bên trong PDPA.
Trong 18 tháng cầm quyền đầu tiên, PDPA áp dụng các biện pháp cải cách theo đường lối Mác xít. Các nghị định quy định những thay đổi trong phong tục cưới hỏi và cải cách ruộng đất bị dân chúng phản đối mạnh mẽ vì chúng đi ngược truyền thống và Hồi giáo. Hàng ngàn thành viên giai cấp cao truyền thống, tôn giáo và giới trí thức bị hành quyết.
Tới giữa năm 1978, một cuộc nổi dậy bắt đầu tại vùng Nuristan phía đông Afghanistan và nội chiến lan tràn khắp nước. Tháng 9 năm 1979, Phó thủ tướng Afghanistan Hafizullah Amin lên nắm quyền sau một cuộc đảo chính nội bộ, dẫn tới cái chết của Tổng thống Taraki. Hơn hai tháng hỗn loạn khiến chế độ của Amin lung lay khi ông quay sang chống lại các đối thủ bên trong PDPA và cuộc nổi dậy ngày càng nghiêm trọng.

### Quan hệ Liên Xô-Afghanistan
Sau thắng lợi của Cách mạng Nga, ngay từ năm 1919, chính phủ Liên Xô đã cung cấp các khoản viện trợ không hoàn lại cho Afghanistan dưới hình thức hàng triệu rúp vàng, vũ khí cầm tay, đạn dược và một số máy bay để hỗ trợ cuộc kháng chiến của người Afghanistan chống lại quân đội Anh.
Năm 1924, Liên bang Xô viết một lần nữa lại cung cấp viện trợ quân sự cho vương quốc Afghanistan. Họ cung cấp các loại vũ khí cầm tay và máy bay cùng lúc tiến hành huấn luyện tại Tashkent cho các sĩ quan tham mưu trong Quân đội Afghanistan. Quan hệ quân sự giữa Liên Xô và vương quốc Afghanistan bắt đầu phát triển từ năm 1956 khi hai nước ký kết một thỏa thuận khác. Từ đó Bộ Quốc phòng Liên Xô chịu trách nhiệm huấn luyện các sĩ quan tham mưu cho Afghanistan.
Năm 1972, tới 100 cố vấn và chuyên gia kỹ thuật Liên Xô được gửi tới Afghanistan để huấn luyện các lực lượng vũ trang nước này. Tháng 5 năm 1978, hai chính phủ ký kết một thỏa thuận quốc tế khác, gửi 400 cố vấn quân sự Liên Xô tới Cộng hòa Dân chủ Afghanistan.
Tháng 12 năm 1978, Moskva và Kabul ký một hiệp ước hữu nghị và hợp tác song phương cho phép quân đội Liên Xô triển khai trong trường hợp có sự yêu cầu từ phía Cộng hòa Dân chủ Afghanistan. Viện trợ quân sự Liên Xô gia tăng và chế độ PDPA dần lệ thuộc vào các thiết bị quân sự và cố vấn Liên Xô.
Khi Afghanistan rơi vào tình trạng bất ổn với những cuộc tấn công từ phía quân nổi dậy được nước ngoài viện trợ, Liên bang Xô viết đã triển khai Quân đoàn 40 theo yêu cầu chính thức của chính phủ Cộng hòa Dân chủ Afghanistan Tập đoàn quân 40(40th Army - Army với nghĩa là 1 hình thức biên chế là 1 tập đoàn quân, không phải quân đoàn), dưới sự chỉ huy của Nguyên soái Sergei Leonidovich Sokolov, gồm 3 quân đoàn bộ binh cơ giới, 1 sư đoàn không quân, một quân đoàn xe tăng, hai lữ đoàn pháo tự hành và 5 trung đoàn pháo binh cơ giới độc lập. Tổng cộng, lực lượng Liên Xô gồm khoảng 1.800 chiếc xe tăng T-62, 80.000 người và 2.000 Phương tiện Thiết giáp Chiến đấu (AFV).
Chính phủ Afghanistan (thân Liên Xô) nhiều lần yêu cầu các lực lượng Liên Xô triển khai tại nước này trong mùa xuân và mùa hè năm 1979. Họ hy vọng quân đội Liên Xô sẽ giúp tăng cường an ninh và gia tăng tính hiệu quả của cuộc chiến chống quân Mujahideen. Ngày 14 tháng 4 chính phủ Afghanistan yêu cầu Liên bang Xô viết gửi 15 tới 20 máy bay trực thăng cùng phi hành đoàn tới Afghanistan, vào ngày 16 tháng 6 chính phủ Liên Xô đáp ứng và gửi 1 biệt đội xe tăng, xe thiết giáp (BMP) cùng binh lính tới bảo vệ chính phủ Afghanistan tại Kabul và  đồn trú tại các căn cứ không quân Bagram và Shindand.
Đáp ứng yêu cầu này, 1 tiểu đoàn không quân, dưới sự chỉ huy của Trung tá A. Lomakin, đã tới phi trường Bagram ngày 7 tháng 7. Họ tới chỉ với tư cách các chuyên gia kỹ thuật, không mang theo vũ khí chiến đấu và hoạt động như đội cận vệ cho Taraki. Lính dù trực tiếp thuộc quyền chỉ huy của cố vấn quân sự Liên Xô cao cấp và không can thiệp vào chính trị Afghanistan.
Sau một tháng, những yêu cầu của Cộng hòa Dân chủ Afghanistan không còn đơn giản chỉ là các chi đội riêng biệt nữa, mà là nhiều trung đoàn và các đơn vị đông đảo. Ngày 19 tháng 7, chính phủ Afghanistan yêu cầu Liên Xô gửi 2 sư đoàn pháo cơ giới tới Afghanistan. Ngày hôm sau, họ tiếp tục yêu cầu 1 sư đoàn không quân. Trong nhiều tháng sau đó Afghanistan liên tục nhắc lại yêu cầu cho tới tận tháng 12 năm 1979. Tuy nhiên, chính phủ Xô viết đã không vội vã đáp ứng chúng.

### Sự khởi đầu của tình trạng hỗn loạn
Tháng 6 năm 1975, những chiến binh đảng Hồi giáo Jamiat tìm cách lật đổ chính phủ quân chủ của Thủ tướng Daoud. Họ khởi động phong trào phản kháng tại thung lũng Panjshir, khoảng 100 kilômét phía bắc Kabul, và tại một số tỉnh khác trong nước. Tuy nhiên, các lực lượng chính phủ dễ dàng đàn áp và một số lớn nổi dậy đã phải chạy tị nạn tại Pakistan nơi họ nhận được sự hỗ trợ của chính phủ của Thủ tướng Zulfikar Ali Bhutto, chính phủ Pakistan từng lo lắng trước nỗ lực hồi sinh vấn đề Pashtunistan của Daoud.
Cuộc nổi dậy bắt đầu trở thành nghiêm trọng từ năm 1978, sau một loạt những sáng kiến cải cách của chính phủ của Tổng thống Taraki Cộng hòa Dân chủ Afghanistan với mục tiêu "nhổ rễ chế độ phong kiến" trong xã hội Afghanistan. Những biện pháp cải cách đó mang lại một số thay đổi tiến bộ, nhưng chúng được thực hiện theo cách thức tàn bạo và vụng về. Xã hội nông thôn Afghanistan phần lớn vẫn tuân theo truyền thống, và những cuộc cải cách ruộng đất đang đe dọa những nền móng của nó; tương tự việc cải cách giáo dục và tăng quyền tự do cho phụ nữ bị coi là hành động tấn công Đạo Hồi. Vì thế, sự phản kháng chống lại những cuộc cải cách mang đầy tính bạo lực, và phần lớn đất nước dễ dàng rơi vào tay quân nổi dậy. Cuộc nổi dậy bắt đầu từ tháng 10 bên trong các bộ lạc Nuristani tại thung lũng Kunar, và nhanh chóng lan tràn tới các bộ nhóm sắc tộc khác, gồm cả cộng đồng đa số người Pashtun. Tình trạng đào ngũ, tinh thần chiến đấu thấp trong Quân đội Cộng hòa Dân chủ Afghanistan cho thấy họ không có khả năng dẹp yên cuộc nổi dậy. Tới mùa xuân năm 1979, 24 trong số 28 tỉnh đã bùng phát bạo lực. Quân nổi dậy bắt đầu chiếm các thành phố: tháng 3 năm 1979 tại Herat quân lính Afghanistan dưới sự chỉ huy của Ismail Khan đã làm binh biến và thảm sát khoảng 100 cố vấn Liên Xô. PDPA trả thù bằng một chiến dịch ném bom giết chết 24.000 người dân trong thành phố. Dù đã áp dụng những biện pháp quyết liệt đó, tới cuối năm 1980, trong số hơn 90.000 binh sĩ, hơn một nửa hoặc đã đảo ngũ hay gia nhập phe nổi dậy.
Tương tự nhiều phong trào chống cộng ở thời điểm đó, quân phiến loạn nhanh chóng có được sự ủng hộ từ phía Hoa Kỳ. Như cựu giám đốc CIA và Bộ trưởng Quốc phòng hiện nay Robert Gates đã viết trong cuốn hồi ký From the Shadows (Từ những bóng tối), các cơ quan tình báo Mỹ đã bắt đầu giúp đỡ phe đối lập tại Afghanistan 6 tháng trước khi quân đội Liên Xô triển khai. Ngày 3 tháng 7 năm 1979, Tổng thống Hoa Kỳ Jimmy Carter đã ký một chỉ thị cho phép CIA tiến hành các chiến dịch tuyên truyền bí mật chống lại chính quyền cộng sản thân Liên Xô.
Cố vấn của Tổng thống Hoa Kỳ Carter là Zbigniew Brzezinski đã viết "Theo lịch sử chính thức, CIA đã bắt đầu giúp Mujahadeen từ năm 1980, có nghĩa sau khi quân đội Liên Xô tiến vào Afghanistan ngày 24 tháng 12 năm 1979. Trên thực tế, hiện vẫn chưa được giải mật, hoàn toàn trái ngược." Chính Brzezinski đã đóng vai trò rất quan trọng trong việc hoạch định chính sách của Mỹ, và thậm chí cả Mujahideen cũng không được biết tới, chính sách này chính là một phần trong chiến lược "xui khiến sự can thiệp quân sự của Liên Xô." Trong một cuộc phỏng vấn năm 1998 với tờ Le Nouvel Observateur, Brzezinski nhớ lại:
"Chiến dịch bí mật đó là một ý tưởng tuyệt vời. Nó xui khiến người Liên Xô tiến vào cái bẫy Afghanistan..." [...]" Ngày người Liên Xô chính thức tràn qua biên giới, tôi đã viết cho tổng thống Carter. Hiện chúng ta đã có cơ hội để trao cho Liên bang Xô viết cuộc Chiến tranh Việt Nam của họ."
Tổng thống Mỹ Jimmy Carter đã rất ngạc nhiên trước cuộc đổ bộ của Liên Xô, nguyên nhân đến từ sự đồng thuận của cộng đồng tình báo Hoa Kỳ trong suốt hai năm 1978 và 1979 là Moskva sẽ không can thiệp vào việc ngay cả khi có vẻ như chính phủ Khalq sắp sửa sự sụp đổ. Thực tế, nhật ký của Carter từ tháng 11 năm 1979 cho đến khi cuộc tấn công của Liên Xô vào cuối tháng 12 diễn ra chỉ có hai tài liệu tham khảo ngắn về Afghanistan, và thay vào đó họ đang bận tâm với cuộc khủng hoảng con tin đang diễn ra ở Iran. Ở phương Tây, chiến dịch quân sự của Liên Xô ở Afghanistan đã được coi là một mối đe dọa đối với an ninh toàn cầu và nguồn cung dầu mỏ của Vịnh Ba Tư.

## Sự triển khai quân đội Liên Xô

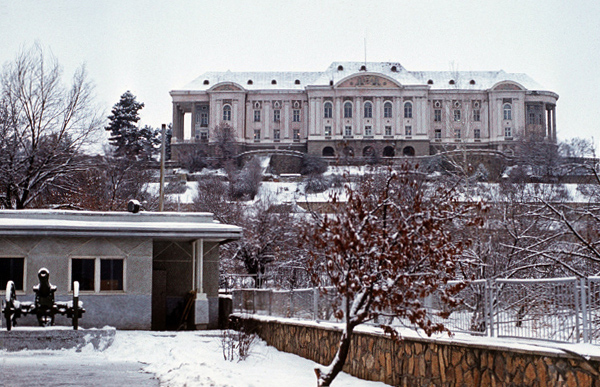
Bộ chỉ huy Quân đoàn 40 Liên Xô tại Kabul năm 1987. Trước đó đây là Cung điện Tajbeg, nơi Amin bị giết hại.

### Quyết định can thiệp
Liên bang Xô viết đã quyết định cung cấp viện trợ cho Afghanistan nhằm giữ vững chính quyền cách mạng. Các lãnh đạo Liên Xô, dựa trên thông tin từ KGB, cảm thấy rằng Tổng thống Hafizullah Amin đã làm mất ổn định tình hình tại Afghanistan. Trụ sở KGB tại Kabul đã đưa ra cảnh báo sau cuộc đảo chính đầu tiên của Amin lật đổ và giết hại Taraki rằng sự lãnh đạo của ông sẽ dẫn tới "những cuộc đàn áp đẫm máu, và vì thế, dẫn tới sự nổi dậy và đoàn kết của lực lượng đối lập.". Sau khi nắm quyền, Tổng thống Hafizullah Amin công khai yêu cầu Liên Xô rút cố vấn quân sự về nước càng sớm càng tốt.
Người Liên Xô đã thành lập một ủy ban đặc biệt về Afghanistan gồm chủ tịch KGB Yuri Vladimirovich Andropov, Ponomaryev từ Ủy ban Trung ương và Dmitriy Fyodorovich Ustinov, Bộ trưởng quốc phòng. Cuối tháng 10 họ đã báo cáo rằng Tổng thống Hafizullah Amin đang thanh trừng các đối thủ, gồm cả những người có cảm tình Liên Xô; sự trung thành của ông với Moskva là điều giả dối; và rằng ông đang tìm các mối liên kết ngoại giao với Pakistan và có thể cả Cộng hòa Nhân dân Trung Hoa.
Những cuộc tranh cãi cuối cùng dẫn tới sự ra đi của Amin là thông tin KGB có được từ các mật vụ của mình tại Kabul; có lẽ hai trong số vệ sĩ của Amin đã giết cựu tổng thống Nur Muhammad Taraki bằng một cái gối, và Amin bị cho là một nhân viên chìm của CIA. Tuy nhiên, giả thiết thứ hai vẫn đang bị tranh cãi: Amin luôn bày tỏ tình hữu nghị chính thức với Liên bang Xô viết và vị tướng Liên Xô Vasily Zaplatin, một cố vấn chính trị ở thời điểm đó, và cho rằng bốn vị bộ trưởng trẻ tuổi trong chính quyền Taraki chịu trách nhiệm về tình trạng bất ổn. Tuy nhiên Zaplatin không thể nhấn mạnh điều đó .

### Cuộc tấn công của Liên Xô

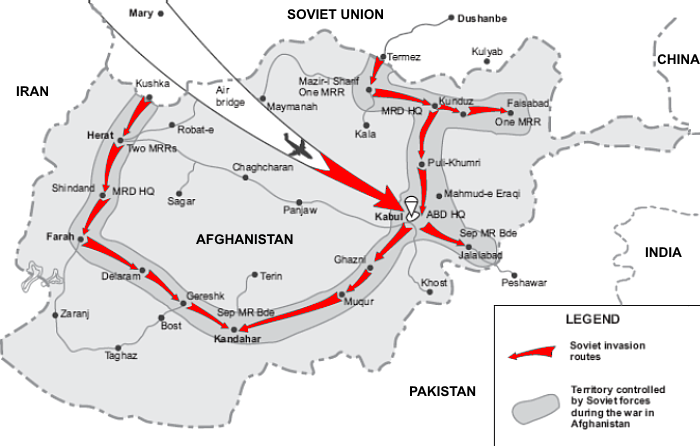
Quân đội Xô-viết tấn công Afghanistan cuối tháng 7 năm 1978.

Ngày 22 tháng 12, các cố vấn Liên Xô bên trong Các lực lượng vũ trang Afghanistan đã đề xuất tiến hành việc bảo dưỡng xe tăng và nhiều khí cụ quan trọng khác. Trong lúc ấy, các đường liên lạc với những vùng bên ngoài rất kém cỏi khiến thủ đô bị cô lập. Với tình hình an ninh ngày càng xấu đi, một phần lớn thành viên các lực lượng không quân Liên Xô đã bắt đầu tới và đóng quân tại Kabul. Đồng thời, Tổng thống Hafizullah Amin dời các văn phòng chính phủ tới cung Tajbeg, tin rằng việc này sẽ giúp chính phủ an toàn các mối đe dọa có thể xảy ra. Giới truyền thông đưa tin, sau một thời gian nghiên cứu các khả năng, cuối cùng Moskva đã quyết định đưa quân vào Afghanistan bằng cách điều lính đặc nhiệm tập kích bất ngờ, kiểm soát thủ đô Kabul để vô hiệu hóa Tổng thống Amin.
Ngày 12/12/1979, Bộ chỉ huy tiền phương do Thứ trưởng thứ nhất Bộ Quốc phòng Liên Xô, Tướng Tukharinov làm Tổng Tư lệnh chiến dịch đã được thông qua và đóng đại bản doanh ở Sherbergan, một thị trấn nằm trên đường biên giới Liên Xô – Afghanistan. Theo kế hoạch đã được duyệt, lính đặc nhiệm bắt đầu tiến vào Afghanistan theo đường bộ từ ngày 16 đến ngày 18/12/1979. Ngày 20/12/1979, lính dù bắt đầu hành quân và 2 cánh quân này gặp nhau tại cửa ngõ thủ đô Kabul, trước khi tấn công cung điện Palace Tajbeg.
Ngày 27 tháng 12 năm 1979, 700 lính đặc nhiệm và lính dù Liên Xô trong trang phục lính Afghanistan, gồm cả các lực lượng đặc biệt OSNAZ của KGB và GRU SPETSNAZ từ Alpha Group và Zenit Group với sự yểm trợ của 45 xe tăng T-62, 35 xe tăng T-72 và 5 xe bọc thép cùng pháo tự hành, đã chiếm các cơ sở chính phủ, quân đội và thông tin trọng yếu tại Kabul, và cả mục tiêu hàng đầu - Cung Tổng thống Tajbeg.
Chiến dịch này bắt đầu lúc 7:00 tối khi Zenith Group phá vỡ cổng thông tin của Kabul, làm tê liệt mạng lưới chỉ huy quân đội Afghanistan. Lúc 7:15, cuộc tấn công ồ ạt vào Cung Tajbeg bắt đầu, với mục tiêu rõ ràng là phế truất và tiêu diệt Tổng thống Hafizullah Amin. Đồng thời, các mục tiêu khác cũng bị chiếm (như Bộ nội vụ lúc 7:15). Lực lượng bảo vệ Cung điện Tajbeg bao gồm một tiểu đoàn không chống cự nổi binh lính Liên Xô được xe tăng và xe bọc thép yểm trợ do họ không có vũ khí hạng nặng và súng chống tăng. Chiến dịch hoàn thành vào sáng ngày 28 tháng 12.
Bộ chỉ huy quân sự Liên Xô tại Termez, nước cộng hoà Uzbekistan, đã thông báo trên Đài truyền thanh Kabul rằng Afghanistan đã được "giải phóng" khỏi ách thống trị của Amin. Theo Bộ chính trị Liên Xô, họ đã hành động phù hợp với Hiệp ước Hữu nghị, Hợp tác và Láng giềng thân thiện năm 1978 và rằng Amin "đã bị hành quyết bởi một tòa án vì các tội ác của ông ta".
Một bản tin được cho là phát đi từ Đài phát Kabul nhưng sau đó được xác định là từ một cơ sở Liên Xô tại Uzbekistan đã thông báo việc hành quyết Hafizullah Amin được tiến hành bởi Ủy ban Trung ương Cách mạng Afghanistan. Rằng uỷ ban sau đó đã chọn cựu Phó thủ tướng chính phủ Babrak Karmal, người từng bị hạ cấp xuống làm đại sứ tại Tiệp Khắc sau khi Khalq lên nắm quyền lực, lên làm chủ tịch và ủy ban này đã yêu cầu sự trợ giúp quân sự từ phía Liên Xô.
Các lực lượng mặt đất Liên Xô, dưới sự chỉ huy của Thống chế Sergei Leonidovich Sokolov, tiến vào Afghanistan từ hướng bắc ngày 27 tháng 12. Vào buổi sáng, sư đoàn dù Vitebsk đã đổ bộ vào sân bay tại Bagram và việc triển khai quân đội Liên Xô tại Afghanistan bắt đầu diễn ra. Trong vòng hai tuần, tổng cộng năm sư đoàn Liên Xô đã tới Afghanistan: Sư đoàn không vận 105 tại Kabul, Lữ đoàn cơ giới 66 tại Herat, Sư đoàn pháo cơ giới 357 tại Kandahar, Sư đoàn pháo cơ giới 16 đóng căn cứ ở phía bắc Badakshan và Sư đoàn cơ giới 306 tại thủ đô. Chỉ riêng trong tuần thứ hai, máy bay Liên Xô đã tiến hành tổng cộng 4.000 chuyến bay tới thủ đô Kabul.

### Các chiến dịch của Quân đội Liên Xô

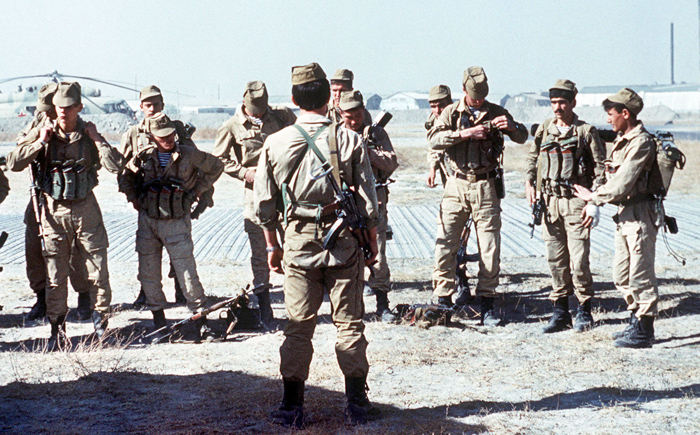
Một nhóm Spetsnaz (lực lượng đặc biệt) Liên Xô chuẩn bị thi hành nhiệm vụ tại Afghanistan, 1988

Lực lượng Liên Xô đầu tiên tiến vào Afghanistan gồm ba sư đoàn cơ giới (gồm cả Sư đoàn 201), một trung đoàn pháo cơ giới biệt lập, một sư đoàn không quân, Lữ đoàn không quân tấn công biệt lập số 56, và một trung đoàn không vận. Sau khi đã triển khai, quân đội Liên Xô không thể thành lập chính quyền bên ngoài kabul. Tới 80% vùng nông thôn vẫn nằm ngoài tầm kiểm soát của chính phủ. Nhiệm vụ đầu tiên, bảo vệ các thành phố và các cơ sở chiến lược, được mở rộng sang cả chiến đấu với các lực lượng Mujahideen chống cộng, chủ yếu dùng các lính dự bị Liên Xô.
Những báo cáo quân sự đầu tiên cho thấy khó khăn mà Quân đội Liên Xô phải đối mặt khi chiến đấu tại những vùng đồi núi. Quân đội Liên Xô không quen với những trận đánh kiểu đó, không được huấn luyện chống nổi loạn, và vũ khí cùng trang thiết bị quân sự của họ, đặc biệt là xe thiết giáp và xe tăng, thỉnh thoảng không thể hoạt động hay hoạt động kém hiệu quả tại những vùng núi non. Pháo binh hạng nặng được sử dụng rất nhiều trong chiến đấu với các lực lượng chống đối.
Người Liên Xô đã sử dụng nhiều loại máy bay trực thăng (gồm cả loại máy bay trực thăng vũ trang Mil Mi-24 Hind) làm lực lượng tấn công trên không hàng đầu, với sự hỗ trợ của các máy bay chiến đấu-ném bom và máy bay ném bom, cùng bộ binh và các lực lượng đặc biệt.
Sự vô phương của Liên bang Xô viết trong việc phá vỡ thế bế tắc quân sự, lôi cuốn sự ủng hộ của người dân Afghanistan, hay trong việc tái xây dựng Quân đội Afghanistan, khiến họ phải trực tiếp sử dụng lực lượng của mình trong những trận đánh với quân Mujahideen. Binh lính Liên Xô thường rơi vào cảnh chiến đấu với những người dân thường Afghanistan vì chiến thuật chiến tranh du kích của quân nổi dậy. Họ đã lặp lại những sai lầm của Mỹ trong chiến tranh Việt Nam khi giành ưu thế trong phần lớn các trận đánh quy ước nhưng lại thua trong việc kiểm soát vùng nông thôn.

### Phản ứng của thế giới
Tổng thống Hoa Kỳ Jimmy Carter đã chỉ ra rằng cuộc tấn công Afghanistan của Liên Xô là "mối đe dọa nghiêm trọng nhất tới hòa bình kể từ sau Chiến tranh thế giới thứ hai." Carter sau này đã áp đặt một lệnh cấm vận đối với các mặt hàng như lương thực, kỹ thuật cao Hoa Kỳ với Liên Xô. Căng thẳng gia tăng, cũng như mối quan ngại ở phương Tây về quân số đông đảo của Liên Xô cũng như khoảng cách địa lý gần gũi với khu vực Vùng Vịnh nhiều dầu mỏ nhanh chóng đặt dấu chấm hết cho tình hình chính trị lắng dịu trên thế giới.
Chính phủ Babrak Karmal ngay từ đầu đã thiếu sự hỗ trợ quốc tế. Hội đồng Bảo an Liên hiệp quốc không thể hành động vì Liên Xô có quyền phủ quyết, nhưng Đại hội đồng Liên hiệp quốc thường xuyên thông qua các nghị quyết phản đối sự chiếm đóng của Liên Xô. Các bộ trưởng ngoại giao của Tổ chức Hội nghị Hồi giáo đã lấy làm tiếc và yêu cầu quân đội Liên Xô rút quân tại kỳ họp khẩn cấp lần thứ 6 tại Islamabad từ ngày 10 tháng 1–14 tháng 1 năm 1980. Đại hội đồng Liên hiệp quốc với tỷ lệ phiếu thuận 104 trên 18 (với 18 nước không tham gia bỏ phiếu) thông qua nghị quyết (A/ES-6/2, GA/6172) trong đó "mạnh mẽ phê phán" "sự can thiệp quân sự gần đây" tại Afghanistan và kêu gọi "rút hoàn toàn quân đội nước ngoài" khỏi nước này "cho phép nhân dân (Afghanistan) khả năng tự quyết số phận của họ mà không có sự can thiệp hay ép buộc từ bên ngoài.". Tuy nhiên, nghị quyết này đã bị Leonid Ilyich Brezhnev và các lãnh đạo khác của Liên Xô bác bỏ bởi cái gọi là sự can thiệp vào công việc nội bộ của Afghanistan được họ cho là hợp lý theo Điều 51 của Hiến chương Liên hiệp quốc. Họ cho rằng chỉ chính phủ Afghanistan có quyền quyết định tình trạng của quân đội Liên Xô. Lập trường này bị phe phản đối hành động can thiệp coi là giả nhân giả nghĩa bởi Tổng thống Hafizullah Amin không thể muốn chính mình bị hạ bệ và hành quyết, và rằng những lời tuyên bố khác yêu cầu sự can thiệp chỉ là từ phía chính phủ bù nhìn Afghanistan do người Liên Xô dựng lên. 
Phong trào Không Liên kết đã bị chia rẽ sâu sắc giữa những nước tin việc triển khai quân Liên Xô là hợp pháp và những nước coi hành động này là một cuộc xâm lược. Đáng chú ý là Ấn Độ, một đồng minh thân cận của Liên Xô trong Chiến tranh lạnh, đã ủng hộ chiến dịch của Liên Xô và cung cấp hỗ trợ tình báo và tiếp vận quan trọng cho quân đội Liên Xô. Trong các quốc gia Khối Warszawa, chỉ có România lên tiếng chỉ trích Liên Xô.

### Cuộc nổi dậy tại Afghanistan
Tới giữa thập niên 1980, phong trào kháng chiến Afghanistan, với sự hỗ trợ của Hoa Kỳ, Vương quốc Anh, Trung Quốc, Ả Rập Xê Út, Pakistan và nhiều nước khác đã khiến Moskva phải chịu nhiều tổn thất quân sự cũng như buộc nước này rơi vào tình trạng căng thẳng trong quan hệ quốc tế. Du kích quân Afghanistan được huấn luyện chủ yếu bởi Hoa Kỳ và Pakistan. Hoa Kỳ coi cuộc xung đột tại Afghanistan là một phần trong toàn bộ cuộc Chiến tranh Lạnh, và CIA Mỹ đã viện trợ cho các lực lượng chống Liên Xô qua Cơ quan Tình báo (ISI) Pakistan, trong một chương trình được gọi là Chiến dịch gió lốc. Một phong trào tương tự cũng xuất hiện trong thế giới Hồi giáo, với những đạo quân của cái gọi là Những người Ả Rập Afghanistan (được Tổng thống Hoa Kỳ Ronald Reagan gọi với cái tên "những chiến binh tự do"), những chiến binh nước ngoài được tuyển mộ từ Thế giới Hồi giáo để tiến hành cuộc thánh chiến (jihad) chống lại những người cộng sản. Nổi tiếng trong số họ là một người Ả Rập Xê Út tên Osama bin Laden, nhóm Ả Rập của ông ta sau này đã dính dáng tới Al-Qaeda. Sự trợ giúp của chính phủ Hoa Kỳ cho nhóm Mujahideed Afghanistan bản xứ không nhiều, và sự tham dự của Osama bin Laden vào cuộc xung đột không liên quan tới các chương trình của CIA. Dù vậy, chương trình của họ đã thúc đẩy những hệ thống gây quỹ tương tự trong toàn thế giới Ả Rập.

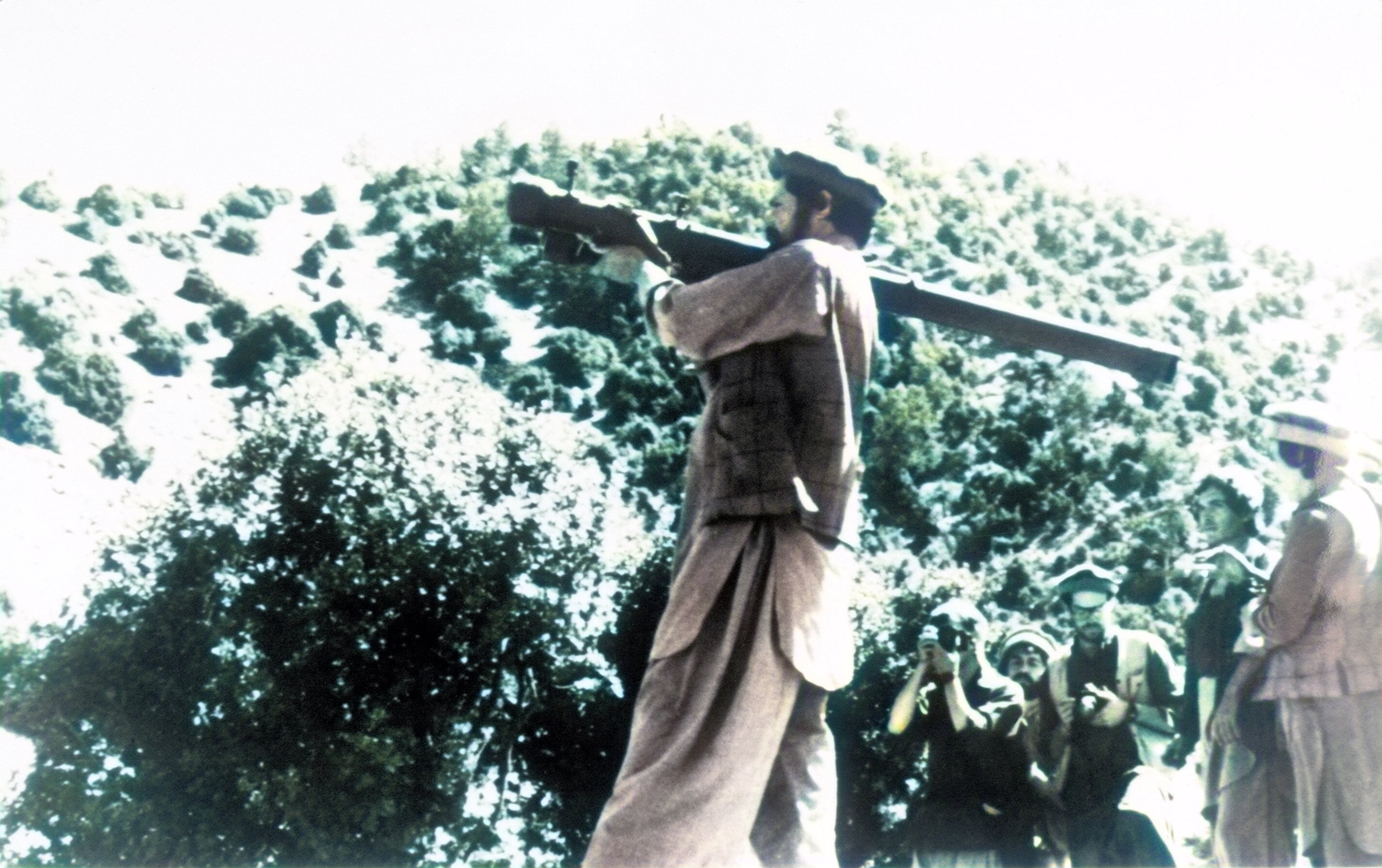
Chiến binh mujahid Afghan biểu diễn sử dụng tên lửa phòng không vác tay Strela 2

Một hành động viện trợ rất quan trọng là việc Mỹ cung cấp các hệ thống tên lửa FIM-92 Stinger chống máy bay do họ chế tạo, việc này khiến con số thiệt hại máy bay của Không quân Liên Xô tăng lên. Một số nhà phân tích quân sự cho rằng nó là một "kẻ thay đổi cuộc chơi" và đã đưa ra thuật ngữ có tên "hiệu ứng Stinger" để mô tả nó. Theo Dân biểu Hoa Kỳ Charlie Wilsonngười đã từng tài trợ cho các tên lửa Stingers cho người Mujahideen nói rằng: "trước khi có Stinger người Mujahideen không bao giờ giành được một trận chiến với Soviet, nhưng sau khi nó được giới thiệu, Mujahideen không bao giờ phải chịu thua một lần nữa."
Nhiều nhà phân tích quân sự phương Tây tin rằng Stinger có tỷ lệ tiêu diệt máy bay khoảng 70% và đã bắn hạ máy bay của chính phủ Liên Xô bị bắn hạ trong hai năm cuối của chiến tranh. Tuy nhiên, con số này dựa trên số liệu tự báo cáo của quân Mujahedin, vốn không thể xác nhận độ tin cậy. Selig Harrison dẫn lời một tướng Nga nói rằng phương Tây đã phóng đại hiệu quả của Stinger. Theo số liệu của Liên Xô, trong 2 năm 1987-1988, chỉ có 35 máy bay và 63 trực thăng các loại của họ bị rơi do mọi nguyên nhân. Quân đội Pakistan đã phóng 28 quả Stinger nhắm vào máy bay Liên Xô mà không bắn trúng một chiếc nào. Theo Alan J. Kuperman, Stinger đã có hiệu quả vào ban đầu, nhưng trong vòng vài tháng sau đó, máy bay Liên Xô đã được cài đặt các thiết bị phóng pháo sáng gây nhiễu để làm mất phương hướng các tên lửa Stinger, cùng với việc hoạt động ban đêm và các chiến thuật khác đã làm hiệu quả của Stinger sụt giảm rõ ràng. Đến năm 1988, Kuperman tuyên bố lính Mujahideen đã ngừng sử dụng Stinger do không còn hiệu quả nữa. Một nguồn tin khác (từ Jonathan Steele) cho biết Stingers đã buộc máy bay trực thăng và máy bay ném bom của Soviet phải bay ở các độ cao cao hơn khiến chúng tấn công với độ chính xác thấp hơn, tuy nhiên Stinger không hạ được nhiều máy bay hơn so với súng máy hạng nặng của Trung Quốc hoặc các vũ khí kém tinh vi hơn
Các lãnh đạo Mujahideen rất chú trọng tới các chiến dịch phá hoại. Hành động thường thấy nhất là tấn công các đường dẫn năng lượng, ống dẫn dầu, các đài phát thanh, các trụ sở cơ quan chính phủ, sân bay, khách sạn, rạp chiếu phim, và tương tự. Từ năm 1985 tới năm 1987, hơn 1.800 hành động khủng bố đã được ghi nhận. Tại vùng biên giới với Pakistan, quân Mujahideen thường phóng 800 quả rocket mỗi ngày. Giữa tháng 4 năm 1985 và tháng 1 năm 1987, họ đã tiến hành hơn 23.500 lần bắn pháo vào các mục tiêu của chính phủ. Quân Mujahideen thường nghiên cứu kỹ các mục tiêu tấn công bởi họ luôn có mặt gần các làng bên trong tầm bắn của pháo binh Liên Xô. Họ đặt người dân thường vào mối nguy hiểm từ cuộc bắn pháo trả đũa của Liên Xô. Quân Mujahideen cũng thường xuyên sử dụng mìn. Họ thu nhận các thường dân địa phương và cả trẻ em vào lực lượng của mình.

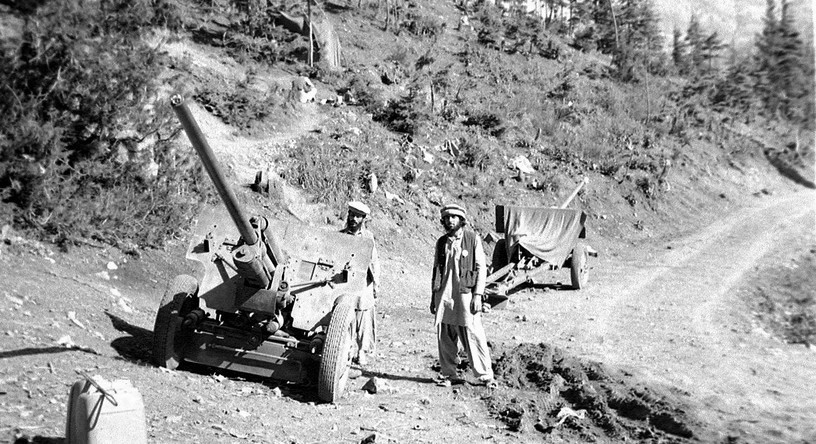
Pháo mặt đất của Hồng quân Liên Xô bị quân du kích tịch thu tháng 8/1984 ở Jaji, Paktia

Họ tập trung vào việc phá hoại cầu cống, đường sá, phục kích các đoàn xe, phá huỷ hệ thống dẫn điện và sản xuất công nghiệp, tấn công các đồn cảnh sát, các đồn lính và căn cứ không quân Liên Xô. Họ ám sát các quan chức chính phủ và các thành viên PDPA. Họ bao vây các trại lính nhỏ ở vùng nông thôn. Tháng 3 năm 1982, một quả bom phát nổ tại Bộ giáo dục, làm hư hại nhiều toà nhà. Cùng tháng ấy, tình trạng thiếu điện lan rộng tại Kabul khi một cột điện cao thế dẫn từ nhà máy điện Naghlu bị đặt mìn phá huỷ. Tháng 6 năm 1982 một đội khoảng 1.000 đảng viên trẻ được gửi tới làm việc tại thung lũng Panjshir đã bị phục kích ngay 20 dặm ngoài Kabul, với thiệt hại nhân mạng to lớn. Ngày 4 tháng 9 năm 1985, quân nổi dậy bắn hạ một máy bay nội địa thuộc hãng Bakhtar Airlines khi nó cất cánh từ sân bay Kandahar, giết hại 52 người trên khoang.
Các nhóm du kích Mujahideen thường từ ba tới năm người. Sau khi nhận nhiệm vụ giết hại một ai đó trong chính phủ, họ bỏ nhiều thời gian nghiên cứu thói quen và các chi tiết về đời sống của người đó để tìm ra phương pháp hoàn thành nhiệm vụ thích hợp nhất. Họ ám sát từ trên ô tô, bắn vào ô tô, đặt mìn tại các cơ sở hay toà nhà chính phủ, dùng thuốc độc, và đặt mìn trên các phương tiện vận tải.

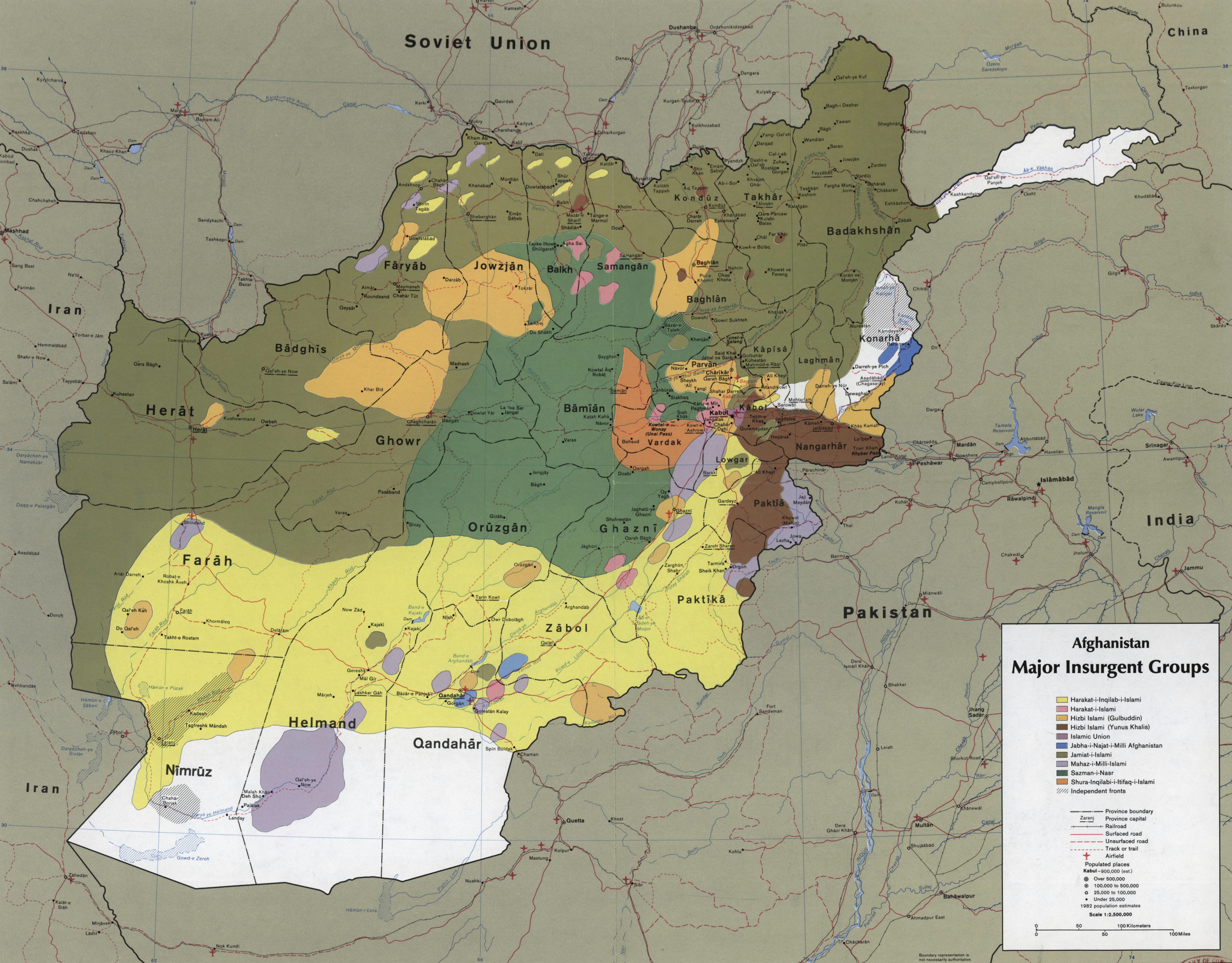
Vùng hoạt động của các phe Mujahideen trong năm 1985.

Cơ quan Tình báo (ISI) và Nhóm nhiệm vụ đặc biệt (SSG) Pakistan dính líu sâu vào cuộc xung đột này, và họ hợp tác với CIA cùng Các lực lượng đặc biệt Hoa Kỳ trong việc hỗ trợ lực lượng nổi dậy chống lại quân Liên Xô.
Tháng 5 năm 1985, bảy tổ chức nổi dậy chính đã thành lập Liên minh Bảy Đảng Mujahideen để phối hợp các chiến dịch chống quân đội Liên Xô của họ. Cuối năm 1985, các nhóm hoạt động mạnh trong và ngoài Kabul, tung ra các cuộc tấn công rocket và các chiến dịch du kích chống lại chính phủ cộng sản.
Tới giữa năm 1987 Liên bang Xô viết thông báo việc rút quân. Sibghatullah Mojaddedi được lựa chọn làm lãnh đạo Nhà nước Hồi giáo Lâm thời Afghanistan, trong một nỗ lực nhằm lên tiếng chống lại chế độ Kabul được Moskva hậu thuẫn. Mojaddedi, với tư cách lãnh đạo Chính phủ Lâm thời Afghanistan, đã gặp gỡ với Tổng thống Hoa Kỳ khi ấy là George H. W. Bush, đây được coi là một thắng lợi ngoại giao quan trọng của quân du kích Hồi giáo Mujahideen.

### Sự dính líu quốc tế và viện trợ cho lực lượng Hồi giáo Afghanistan

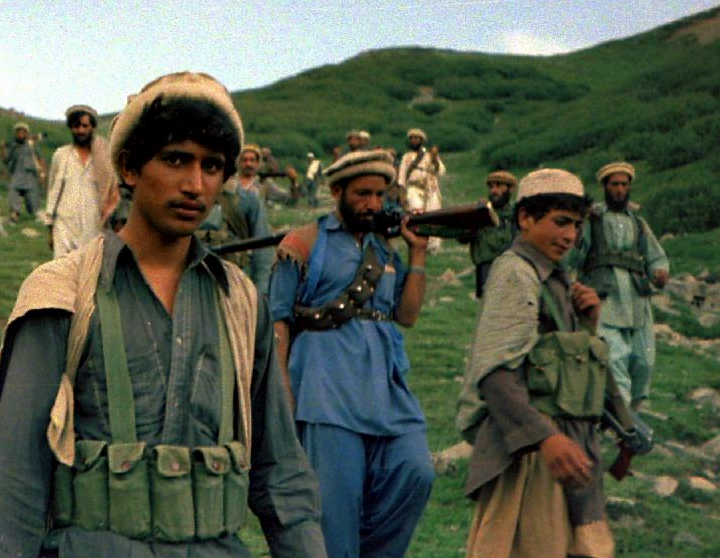
Các chiến sĩ Mujahideen ở vùng biên giới với Pakistan năm 1985

Sự triển khai quân đội Liên Xô tại Afghanistan đã cản trở những nỗ lực của Pakistan nhằm gây ảnh hưởng tại Afghanistan. Tổng thống Hoa Kỳ Jimmy Carter đã chấp nhận quan điểm rằng chiến dịch quân sự của Liên Xô không thể được coi là hành động riêng biệt nhằm gây ảnh hưởng địa lý hạn chế mà có thể coi là một mối đe doạ cho vùng Vịnh Ba Tư. Sự không chắc chắn về mục tiêu cuối cùng của Moskva trong cuộc tiến quân bất ngờ của họ về phía nam khiến sự đánh cuộc của Hoa Kỳ vào một nước Pakistan độc lập càng thêm phần quan trọng.
Sau khi quân đội Liên Xô triển khai, nhà độc tài quân sự Pakistan là tướng Muhammad Zia-ul-Haq bắt đầu chấp nhận viện trợ tài chính từ các cường quốc phương Tây để hỗ trợ cho quân du kích Mujahideen. Hoa Kỳ, Anh Quốc và Ả Rập Xê Út trở thành những quốc gia viện trợ tài chính hàng đầu cho Tướng Zia - người với tư cách người đứng đầu một quốc gia láng giếng, đóng vai trò rất quan trọng qua việc đảm bảo lực lượng nổi dậy Afghanistan sẽ được huấn luyện và tài trợ tốt.
Cơ quan Tình báo và Nhóm Công tác Đặc biệt Pakistan khi ấy dính líu trực tiếp vào cuộc xung đột chống các lực lượng Liên Xô. Sau khi Ronald Reagan trở thành tổng thống mới của Hoa Kỳ năm 1981, viện trợ cho Mujahideen thông qua chính quyền Zia tại Pakistan tăng lên rõ rệt. Để trả đũa, KHAD, dưới quyền lãnh đạo của Mohammad Najibullah, tiến hành (theo tài liệu của Mitrokhin và các nguồn khác) nhiều chiến dịch chống Pakistan, nước cũng đang phải chống chọi trước làn sóng vũ khí và ma tuý tràn vào Afghanistan.
Trong thập niên 1980, với tư cách một quốc gia ở hàng đầu trận tuyến chống quân Liên Xô, Pakistan đã nhận được nhiều nguồn viện trợ từ Mỹ và trở thành nơi trú ngụ cho hàng triệu người tị nạn Afghanistan (chủ yếu là Pashtun) bỏ chạy khỏi đất nước. Dù những người tị nạn bị dồn vào bên trong tỉnh Balochistan lớn nhất Pakistan, dưới tình trạng thiết quân luật của Tướng Rahimuddin Khan, làn sóng người tị nạn - được cho là lớn nhất trên thế giới - vào nhiều khu vực khác cũng để lại hậu quả cho Pakistan và những ảnh hưởng của nó vẫn còn lại đến ngày nay. Dù vậy, Pakistan đã đóng vai trò tối quan trọng dẫn tới sự rút quân cuối cùng của Liên Xô khỏi Afghanistan.

### Sự rút quân Liên Xô khỏi Afghanistan
Những phí tổn nhân mạng, nguồn tài nguyên kinh tế và sự ủng hộ ngày càng suy giảm trong nước dần khiến làn sóng chỉ trích chủ nghĩa chiếm đóng bên trong Liên bang Xô viết tăng lên. Leonid Ilyich Brezhnev qua đời năm 1982, và sau hai đời Tổng bí thư kế nhiệm ngắn ngủi, Mikhail Sergeyevich Gorbachyov lên nắm quyền lãnh đạo tháng 3 năm 1985. Khi Gorbachyov tiến hành mở cửa trong nước, dần dần mong muốn tìm một đường rút lui trong danh dự khỏi Afghnistan của người Liên Xô trở nên rõ ràng.
Chính phủ của Tổng thống Karmal, được thành lập năm 1980 và bị nhiều người coi là một chính phủ bù nhìn, hầu như không thể hoạt động hiệu quả. Nó bị suy yếu bởi tình trạng phe phái bên trong PDPA và với phái Parcham, và những nỗ lực của họ nhằm có được sự ủng hộ hơn nữa cả trong và ngoài nước chỉ là vô vọng.

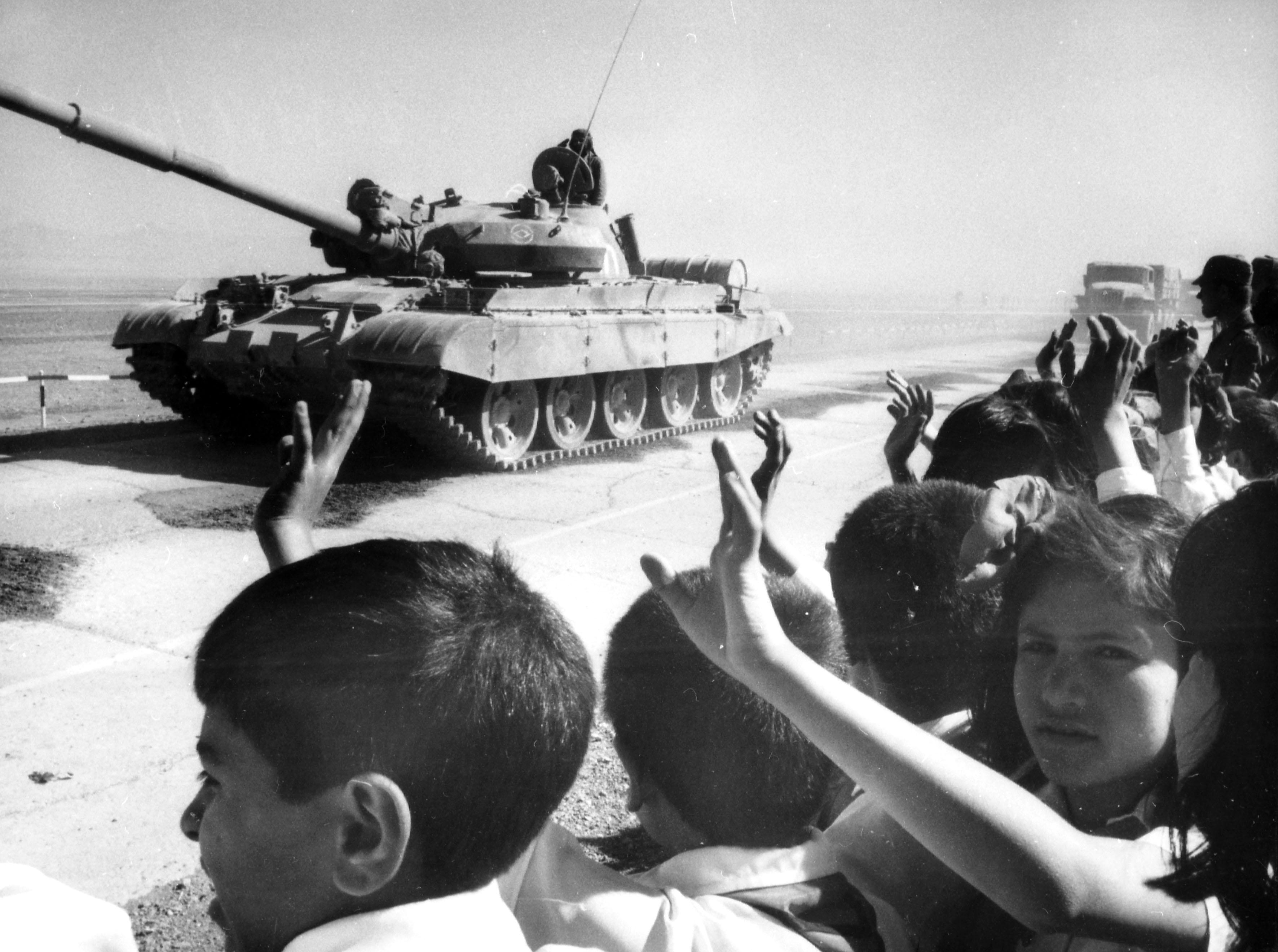
Xe tăng T-62M của Liên Xô rút quân khỏi Afghanistan

Moskva bắt đầu coi sự lựa chọn Karmal là một sai lầm và lên án ông về các vấn đề đang xảy ra. Nhiều năm sau, khi sự bất lực của Karmal trong việc củng cố chính phủ đã trở thành hiển nhiên, Gorbachyov, khi ấy là Tổng bí thư Đảng Cộng sản Liên Xô, đã nói:
"Lý do chính khiến sự đoàn kết quốc gia không thể diễn ra bởi Đồng chí Karmal đang hy vọng tiếp tục tại vị ở Kabul với sự giúp đỡ của chúng ta."
Tháng 11 năm 1986, Mohammad Najibullah, cựu chỉ huy cảnh sát mật Afghanistan (KHAD), được lựa chọn làm tổng thống và một hiến pháp mới được thông qua. Năm 1987 ông này đưa ra chính sách "hoà giải quốc gia," được các chuyên gia của Đảng Cộng sản Liên Xô tán thành, và sau này đem ra sử dụng ở những vùng khác trên thế giới. Dù được kỳ vọng nhiều, chính sách mới không khiến chính quyền Kabul được Moskva hậu thuẫn thu hút được lòng dân, và cũng không thuyết phục được các phe phái kháng chiến đàm phán với chính phủ cầm quyền.
Những cuộc đàm phán không chính thức về việc rút quân đội Liên Xô khỏi Afghanistan đã được tiến hành từ năm 1982. Năm 1988, chính phủ Pakistan và Afghanistan, với Hoa Kỳ và Liên bang Xô viết là bên bảo lãnh, đã ký kết một thoả thuận dàn xếp các vấn đề chủ chốt giữa hai nước, được gọi là Hiệp ước Genève. Liên hiệp quốc thành lập một Phái đoàn đặc biệt để giám sát quá trình. Theo cách này, Najibullah đã ổn định được vị thế chính trị của mình, đủ để đáp ứng những động thái rút quân của Moskva. ngày 20 tháng 7 năm 1987, sự rút lui của quân đội Liên Xô được công bố. Cuộc rút lui này được Đại tướng Boris Vsevolodovich Gromov, người ở thời điểm ấy là chỉ huy Tập đoàn quân 40, phác thảo.

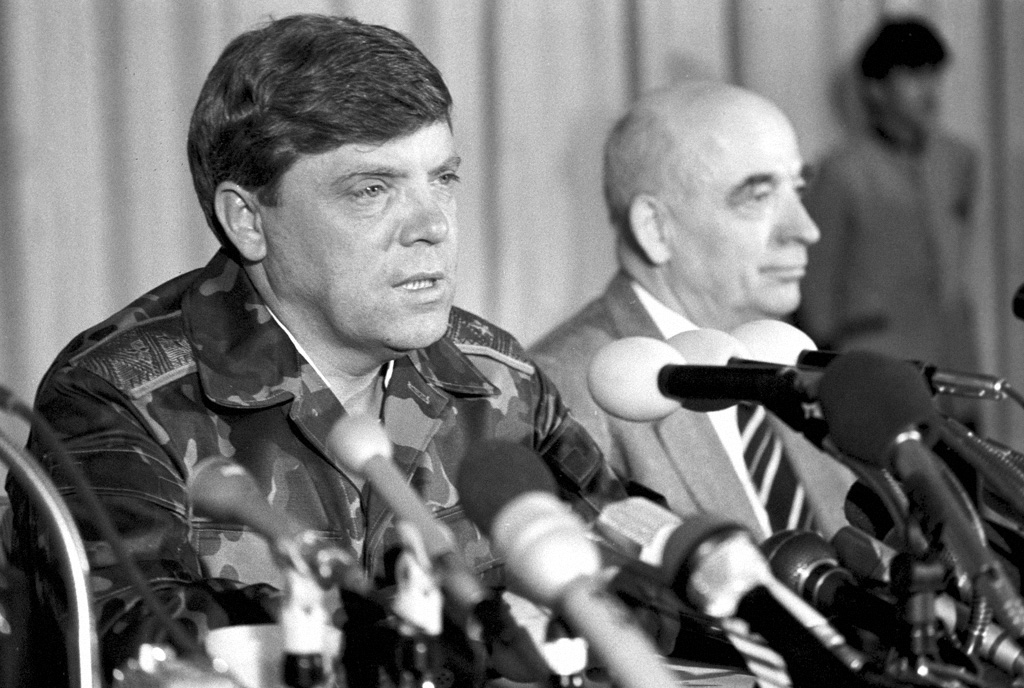
Đại tướng của Tập đoàn quân 40, Boris Gromov, tuyên bố rút quân đội Liên Xô.

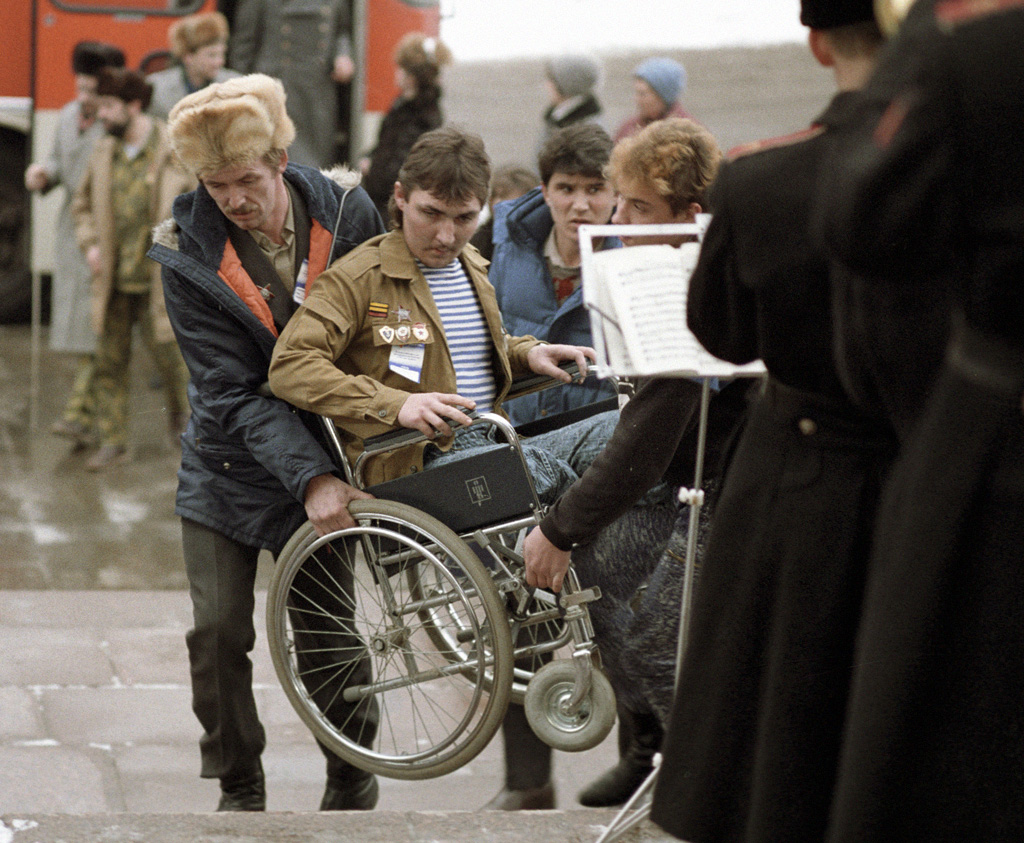
Thương phế binh Liên Xô trở về từ Afghanistan

Trong số những quy định, Hiệp ước Genève xác định Hoa Kỳ và Liên Xô không được can thiệp vào công việc nội bộ của Pakistan và Afghanistan và một thời gian biểu cho việc rút quân toàn bộ của Liên Xô. Thoả thuận rút quân đã được tuân thủ, vào ngày 15 tháng 2 năm 1989, người lính Liên Xô cuối cùng rút lui theo đúng lịch trình khỏi Afghanistan.

### Quân số và thương vong của Liên Xô
Từ ngày 25 tháng 12 năm 1979 tới 15 tháng 2 năm 1989 tổng cộng 620.000 binh sĩ đã phục vụ trong các lực lượng tại Afghanistan (dù trong từng thời điểm chỉ có từ 80.000-104.000 người tại Afghanistan). Có 525.000 lính trong quân đội, 90.000 lính biên phòng và các đơn vị nhỏ của KGB, 5.000 người thuộc các đội MVD (Bộ nội vụ) và cảnh sát và 21.000 nhân viên khác hoạt động cùng quân đội Liên Xô trong thời gian đó với tư cách nhân viên cổ cồn trắng và phục vụ các công việc chân tay khác.
Tổng cộng số thiệt hại nhân mạng trong các lực lượng vũ trang Liên Xô, quân biên phòng và các lực lượng bộ nội vụ là 14.453 người. Quân đội Liên Xô, các đơn vị thuộc tổng hành dinh mất 13.833 người, các đơn vị nhỏ của KGB 572 người, các đơn vị MVD mất 28 người và các bộ, sở khác mất 20 người. Trong giai đoạn này 417 quân nhân đã mất tích trong khi làm nhiệm vụ hoặc bị bắt làm tù binh; 119 người sau này đã được trả tự do, trong số đó 97 người quay trở về nước, 22 người đi ra nước ngoài.
Có 469.685 người ốm và bị thương, trong số đó 53.753 người hay 11,44%, bị thương tật hay chấn động tâm lý và 415.932 người (88,56%) bị ốm. Một tỷ lệ rất cao những trường hợp bị thương sau này sẽ bị ốm. Nguyên nhân của nó là khí hậu địa phương và các điều kiện y tế không đảm bảo, tới mức bệnh dịch lan tràn nhanh chóng trong quân đội. Có 115.308 trường hợp nhiễm bệnh viêm gan, 31.080 người bị sốt thương hàn và 140.665 người bị những bệnh dịch khác. Trong số 11.654 người giải ngũ sau khi bị thương, bệnh tật hay bị bệnh nghiêm trọng, có 92%, hay 10.751 người đã bị tàn tật.

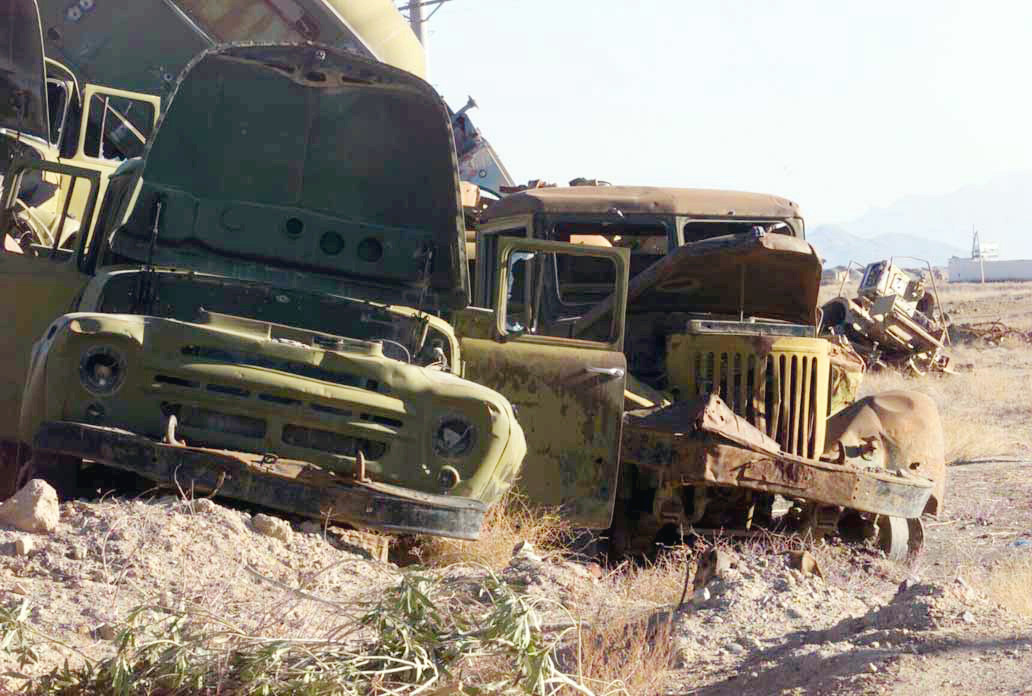
Xác những xe tải Liên Xô tại Kandahar, Afghanistan, 2002

Thiệt hại vật chất gồm:
- 118 máy bay phản lực
- 333 trực thăng
- 147 xe tăng
- 1.314 IFV/APC
- 433 pháo và súng cối
- 1.138 bộ radio và xe chỉ huy
- 11.369 xe tải và xe chở dầu
- 510 xe kỹ thuật

## Nội chiến Afghanistan (1989-1992)

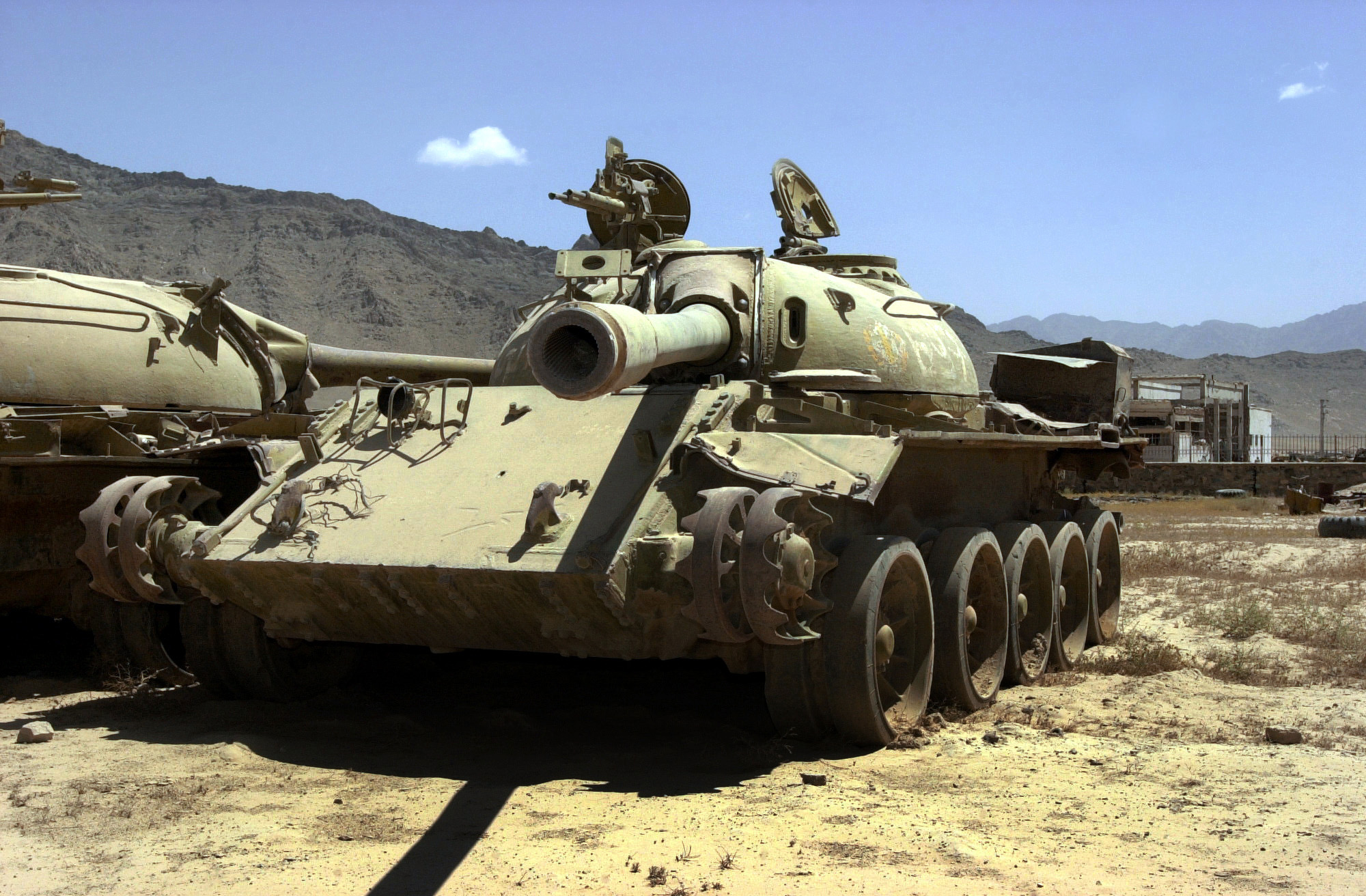
Hai xe tăng Liên Xô bị quân đội Liên Xô để lại sau khi rút quân trên một cánh đồng gần Căn cứ quân sự Bagram, năm 2003.

Cuộc nội chiến tiếp tục ở Afghanistan sau khi Liên Xô rút quân. Sự rút lui của người Liên Xô để lại nỗi sợ hãi sâu sắc bên trong giới chức tại Kabul. Quân du kích Afghanistan chủ động tấn công các thị trấn, thành phố và cuối cùng là cả thủ đô Kabul, khi cần thiết.
Chế độ Najibullah, dù không thể chiếm được sự ủng hộ của nhân dân, lãnh thổ, hay sự công nhận quốc tế vẫn giữ được quyền lực cho tới năm 1992. Kabul trở thành nơi trưng bày sự yếu kém chính trị, quân sự của Mujahedin. Trong gần bảy năm, chính phủ Najibullah đã thành công trong việc tự bảo vệ trước những cuộc tấn công của quân Mujahedin, những phe phái bên trong chính phủ cũng đã tự tìm lấy những mối liên lạc riêng với các đối thủ của mình. Theo nhà nghiên cứu người Nga Andrey Karaulov, lý do chính dẫn tới sự mất quyền lực của Najibullah là sự từ chối bán các sản phẩm nhiên liệu cho Afghanistan năm 1992 của Nga vì các lý do chính trị (chính phủ mới của Nga không muốn ủng hộ những người cộng sản cũ) và hành động này đã thật sự dẫn tới một cuộc phong toả.
Sự đào ngũ của tướng Abdul Rashid Dostum và đội du kích người Uzbekistan của ông ta vào tháng 3 năm 1992, làm tổn hại nghiêm trọng tới quyền kiểm soát quốc gia của Najibullah. Vào tháng 4, Kabul cuối cùng cũng rơi vào tay Mujahedin vì các phe phái trong chính phủ đã thực sự xé tan nó.
Ngày 18 tháng 3, Najibullah ngay lập tức mất quyền kiểm soát nội bộ sau khi ông thông báo ý định từ chức nhằm mở đường cho một chính phủ trung lập chuyển tiếp. Trớ trêu thay, cho tới khi bị tình trạng bè phái trong hàng ngũ tướng lĩnh cao cấp làm mất tinh thần chiến đấu, Quân đội Afghnistan đã đạt được mức độ thành công mà ngay cả với sự hiện diện của Quân đội Liên Xô họ cũng chưa từng đạt được.
Sản xuất lương thực giảm trung bình 3.5% một năm trong giai đoạn 1978 - 1990 vì tình trạng chiến tranh, bất ổn tại các vùng nông thôn, hạn hán kéo dài, và cơ sở hạ tầng bị tàn phá. Những nỗ lực của Liên Xô nhằm tàn phá năng lực sản xuất tại các vùng thuộc quyền kiểm soát của phe phiến loạn cũng góp phần vào việc này. Hơn nữa, những cố gắng của Liên Xô nhằm tập trung hóa nền kinh tế dưới quyền sở hữu và kiểm soát của nhà nước, cùng với việc hợp nhất đất đai vào các hợp tác xã lớn cũng là nguyên nhân dẫn tới tình trạng này.
Trong thời gian quân đội Liên Xô rút đi, những khu vực khai thác khí tự nhiên tại Afghanistan bị cho ngừng hoạt động để tránh bị phá hoại. Việc khôi phục sản xuất khí gas đã bị cản trở bởi các cuộc tranh giành trong nội bộ và tình trạng hỗn loạn ở đối tác thương mại truyền thống sau sự giải tán Liên bang Xô viết.

### Xuất bản phẩm
- The Sword and the Shield: The Mitrokhin Archive and the Secret History of the KGB, Christopher Andrew and Vasili Mitrokhin, Basic Books, 1999, ISBN 0-465-00310-9
- Kurt Lohbeck, introduction by Dan Rather, Holy War, Unholy Victory: Eyewitness to the CIA's Secret War in Afghanistan, Regnery Publishing (November, 1993), hardcover, ISBN 0-89526-499-4
- Stephane Courtois, Le livre noir du Communisme, hardcover, ISBN 0-674-07608-7
- George Crile, Charlie Wilson's War: the extraordinary story of the largest covert operation in history, Atlantic Monthly Press 2003, ISBN 0-87113-851-4
- Robert D. Kaplan, Soldiers of God: With Islamic Warriors in Afghanistan and Pakistan, ISBN 1-4000-3025-0
- Lester W. Grau, The Soviet-Afghan War: How a Super Power Fought and Lost, ISBN 0-7006-1186-X
- John Prados, Presidents' Secret Wars, ISBN 1-56663-108-4
- Kakar, M. Hassan, Afghanistan: The Soviet Invasion and the Afghan Response, 1979-1982, Berkeley: University of California Press, 1995. (free online access courtesy of UCP)
- Borovik, Artyom, The Hidden War: A Russian Journalist's Account of the Soviet War in Afghanistan, ISBN 0-8021-3775-X

### Truyền thông và Văn hóa đại chúng
- Cuộc chiến tranh Xô viết tại Afghanistan trong văn hóa đại chúng
- Con Quái vật (phim)